# Theodore Ziolkowski
Theodore Joseph Ziolkowski (* 30. September 1932 in Birmingham, Alabama; † 5. Dezember 2020 in Bethlehem, Pennsylvania) war ein US-amerikanischer Germanist und emeritierter Professor für Deutsche und Vergleichende Literaturwissenschaft an der Princeton University.

## Leben
Theodore Ziolkowski war der Sohn des polnischen Musikers Miecislaw Ziolkowski und seiner polnisch-böhmischen Frau Cecelia. Die Familie lebte in der Kleinstadt Montevallo (Alabama), wo sein Vater an der dortigen Universität Musik unterrichtete. Dort wuchs er auf und besuchte die Schule. Nach seinem Abschluss ging er an die Duke University und sollte Medizin studieren, brach dieses Studium jedoch nach einem Jahr aus Desinteresse ab. Weil sein Vater, der in Deutschland studiert hatte, ihm Deutsch beigebracht hatte und in seiner Jugend in seinem Elternhaus sowohl Polen als auch Deutsche verkehrten, entschloss er sich, zur Germanistik und Philologie zu wechseln. Er machte seinen Bachelor 1951 und 1952 seinen Master.
Auf Empfehlung seines Professors ging er danach zu Hermann J. Weigand (Sterling Professor Emeritus of Germanic Literature) nach Yale für eine Dozentur. Er erwarb dort 1957 seinen Doktorgrad. Anschließend übernahm er eine Professur an der Columbia-Universität in New York.
1964 wurde er als Professor für Germanistik nach Princeton berufen. 1969 wurde er Class of 1900 Professor of German and Comparative Literature und von 1979 bis 1992 war er Dekan der Graduiertenfakultät. 1985 war er zudem Präsident der Modern Language Association. Er lehrte als Gastprofessor an vielen Universitäten (Yale, UNY, Rutgers, Bristol, München, Leuphana Universität Lüneburg). 2001 wurde er emeritiert. Ziolkowski hat mehr als 20 eigene Bücher und über 180 Schriften in englischer und deutscher Sprache verfasst.
Theodore Ziolkowski war mit einer Literaturwissenschaftlerin verheiratet; seine drei Kinder sind ebenfalls Literaturprofessoren – sein Sohn Jan Ziolkowski ist Arthur Kingsley Porter Professor of Medieval Latin & Professor of Comparative Literature in Harvard.
Ziolkowski starb im Dezember 2020 im Alter von 88 Jahren.

## Ehrungen, Preise und Mitgliedschaften (Auswahl)
- Jacob-und-Wilhelm Grimm Preis
- Forschungspreis der Alexander von Humboldt-Stiftung
- Goethe-Medaille des Goethe-Instituts
- Bundesverdienstkreuz 1. Klasse
- Mitglied der American Philosophical Society
- Mitglied der American Academy of Arts and Sciences
- Korrespondierendes Mitglied der Österreichischen Akademie der Wissenschaften
- Mitglied der Göttinger Akademie der Wissenschaften
- Mitglied der Deutschen Akademie für Sprache und Dichtung
- Ehrendoktorwürde der Universität Greifswald
- Wilbur Cross Medal der Yale University[4]

## Veröffentlichungen (Auswahl)
Ausgewählte Werke auf Englisch
- Fictional Transfigurations of Jesus. Princeton University Press 1972, ISBN 0-691-06235-8.
- The Classical German Elegy, 1795-1950. Princeton University Press 1980, ISBN 0-691-06430-X.
- The Sin of Knowledge. Ancient themes and modern variations. Princeton University Press 1980, ISBN 0-691-05065-1.
- Lure of the Arcane: The Literature of Cult and Conspiracy. Johns Hopkins University Press 2013, ISBN 1-4214-0958-5.
- Classicism of the Twenties. University of Chicago Press 2014, ISBN 978-0-226-18398-5.
- The Alchemist in Literature. From Dante to the Present. Oxford University Press 2015, ISBN 978-0-19-874683-6.

Ausgewählte Werke in Deutsch erschienen
- Der Karfunkelstein. In: Euphorion. Band 51, 1961, S. 297–326.
- Das Amt der Poeten. Die deutsche Romantik und ihre Institutionen. DTV München 1994, ISBN 3-423-04631-7.
- Das Wunderjahr in Jena: Geist und Gesellschaft 1794/95. Klett-Cotta Verlag Stuttgart 1998, ISBN 3-608-91942-2.
- Berlin. Aufstieg einer Kulturmetropole um 1810. Klett-Cotta Verlag, Stuttgart 2002, ISBN 978-3-608-94033-6.
- Vorboten der Moderne. Eine Kulturgeschichte der Frühromantik. Klett-Cotta Verlag, Stuttgart 2006, ISBN 978-3-608-94460-0.
- Mythologisierte Gegenwart. Deutsches Erleben seit 1933 in antikem Gewand. Wilhelm Fink Verlag, München 2009, ISBN 978-3-7705-4670-1.
- Heidelberger Romantik. Mythos und Symbol. C. Winter Universitätsverlag, Heidelberg 2009, ISBN 978-3-8253-5576-0.
- Dresdner Romantik: Politik und Harmonie. C. Winter Universitätsverlag, Heidelberg 2010, ISBN 3-8253-5795-3.